# Маретаяха (приток Танловы)
Маретаяха (устар. Марета-Яха) — река в России, протекает по территории Надымского района Ямало-Ненецкого автономного округа. Устье реки находится в 48 км по левому берегу реки Танловой. Длина реки — 106 км, площадь водосборного бассейна — 528 км².

## Данные водного реестра
По данным государственного водного реестра России относится к Нижнеобскому бассейновому округу, водохозяйственный участок реки — Надым. Речной бассейн реки — Надым.